# Rókur av Fløtum Jespersen
Rókur av Fløtum Jespersen (født 16. marts 1985) er en professionel færøsk fodboldspiller (og A-landsholdsspiller), hvis primære position er på den offensive midtbane.

## Spillerkarriere

### Klubkarriere
Jespersen fik sin fodboldopdragelse i den færøske fodboldklub Havnar Bóltfelag (HB) fra Tórshavn, hvor Jespersen efterfølgende indledte sin seniorkarriere. Den højre-benede fodboldspiller debuterede allerede som 16-årig for hovedstadsklubbens 1. seniorhold under 2001-sæsonen i forbindelse med en udebanekamp den 18. marts 2001 (to dage efter hans 16-års fødselsdag) i færøske pokalturnering mod Tvøroyrar Bóltfelag (TB), der blev vundet af HB med cifrene 14-3. Det blev til yderligere spilletid i fire kampe i debutsæsonen for den unge færing, hvilket udløste to scoringer i pokalen. Jespersen har været med på barndomsklubbens førstehold, der har vundet det færøske mesterskab i fire omgange i henholdsvis 2002, 2003, 2004 og 2006-sæsonerne samt en enkelt færøsk pokaltitel i 2004-sæsonen. I midtbanespillerens syv sæsoner på førsteholdet er han blevet noteret for samlet 142 kampe og 32 scoringer. Jespersen fik kun to officielle kampe på grønsværen i 2002-sæsonen, mens det i 2003-sæsonen blev til 16 optrædener. I sine sidste fire sæsoner ved klubben var Jespersen blevet fast mand på klubbens bedste mandskab. Det er endvidere blevet til deltagelse i europæiske turneringskampe med HB (i alt syv kampe og et mål) – herunder kvalifikationskampe til UEFA Champions League. Jespersen opnåede også tre kampe i Atlantic Cup i 2003, 2004 og 2005 mod islandske fodboldhold med et enkelt mesterskab til følge i 2004-sæsonen.
Kort tid inden transfervinduet i vinterpausen 2007/2008 lukkede, sikrede 2. divisionsklubben Fremad Amager, der på dette tidspunkt overvintrede på en førsteplads i divisionens øst-pulje, sig Jespersens underskrift på en professionel kontrakt med sportslig virkning fra og med den 1. februar 2008. Jespersen debuterede for amagerkanerne den 29. marts 2008 i forbindelse med en 2. divisionskamp på Østerbro Stadion mod hjemmeholdet B.93, da han blev skiftet ind i det 46. minut i stedet for angriberen Anders Jochumsen – kampen endte med en 3-1 sejr til Fremad Amager.

### Landsholdskarriere
Det er blevet til spilletid i flere officielle ungdomslandskampe for Færøerne og Jespersen er i flere omgange blevet udtaget til bruttotruppen for det færøske A-landshold uden at det har resulteret i spilletid. Debuten på det bedste nationale mandskab, som repræsentant for HB, kom først i forbindelse med en EM 2008-kvalifikationskamp på hjemmebane mod Frankrig den 13. oktober 2007, hvor han blev indskiftet i det 78. minut i stedet for landsholdskollegaen Mikkjal Thomassen – kampen blev tabt med 6-0.

## Hæder/titler

### Klub
- Havnar Bóltfelag:
  - Færøsk mester 2002, 2003, 2004 og 2006
  - Atlantic Cup 2004
  - Færøsk pokalmester 2004

## Ekstern kilde/henvisning
- Spillerprofil på fca.dk (Webside ikke længere tilgængelig)